# Abaširi (město)
Abaširi (japonsky 網走市) je město v prefektuře Hokkaidó v Japonsku. K roku 2017 mělo přes šestatřicet tisíc obyvatel.

## Poloha a doprava
Abaširi leží na severovýchodním kraji ostrova Hokkaidó na pobřeží Ochotského moře. Je vzdáleno přibližně padesát kilometrů severovýchodně od Kitami, většího vnitrozemského města.
Nádraží Abaširi je koncovou stanicí pro železniční trať Asahikawa – Abaširi vedoucí z Asahikawy a železniční trať Kuširo – Abaširi vedoucí z Kušira na jihovýchodním pobřeží ostrova.

## Dějiny
Město bylo založena v roce 1872.

## Rodáci
- Norio Nagajama (1949–1997), sériový vrah
- Madoka Nacumi (* 1978), lyžařka

## Partnerská města
- Port Alberni, Kanada (1986)